# Lethrus anisodon
Lethrus anisodon är en skalbaggsart som beskrevs av Semenov och Gussakovskij 1934. Lethrus anisodon ingår i släktet Lethrus och familjen tordyvlar. Inga underarter finns listade i Catalogue of Life.